# Papiro de Hunefer

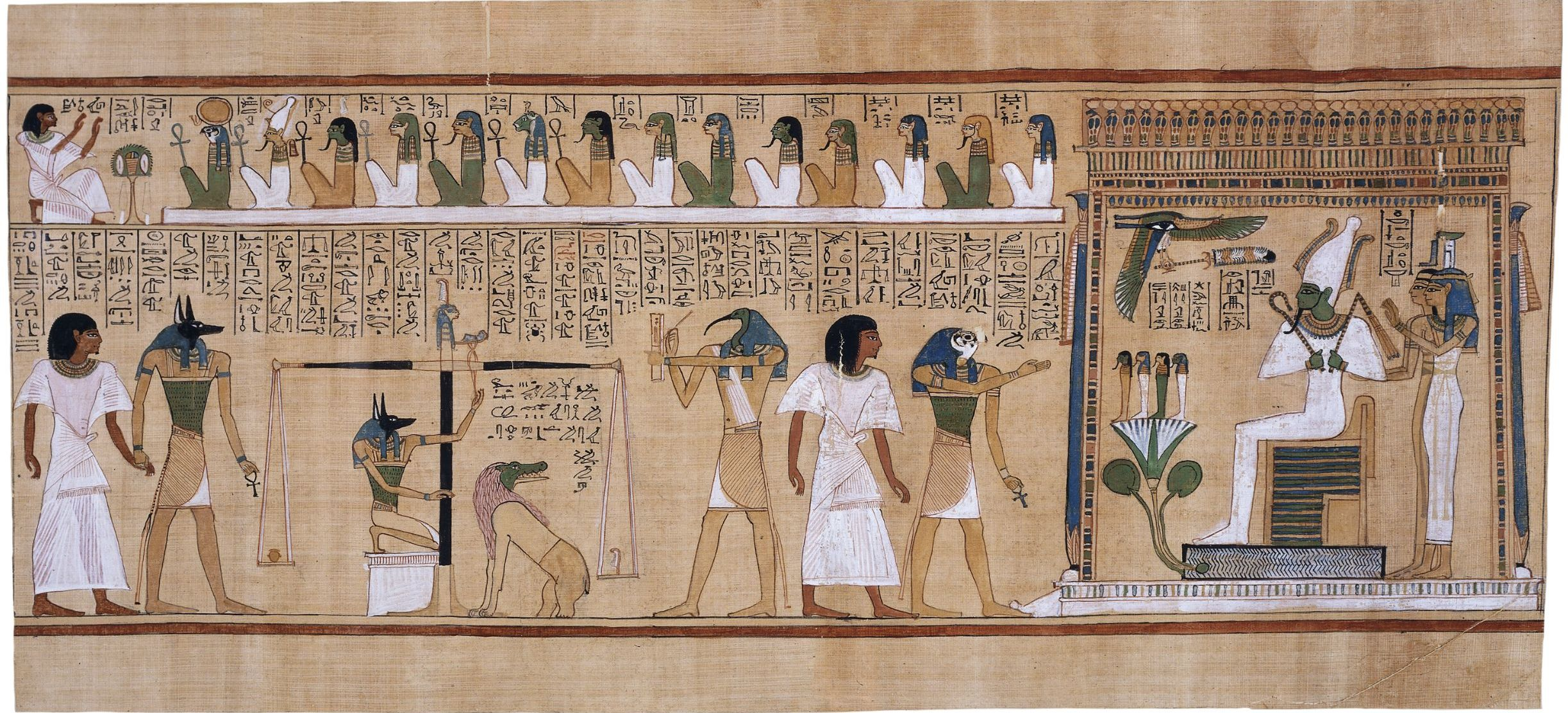
Juicio de Osiris del papiro de Hunefer. Anubis, pesa el corazón del escriba contra la pluma de la verdad en la balanza de Maat. Tot, anota el resultado. Si su corazón es tan ligero como la pluma, se le permite pasar a la otra vida. Si no es así, es devorado por la expectante criatura Ammyt.

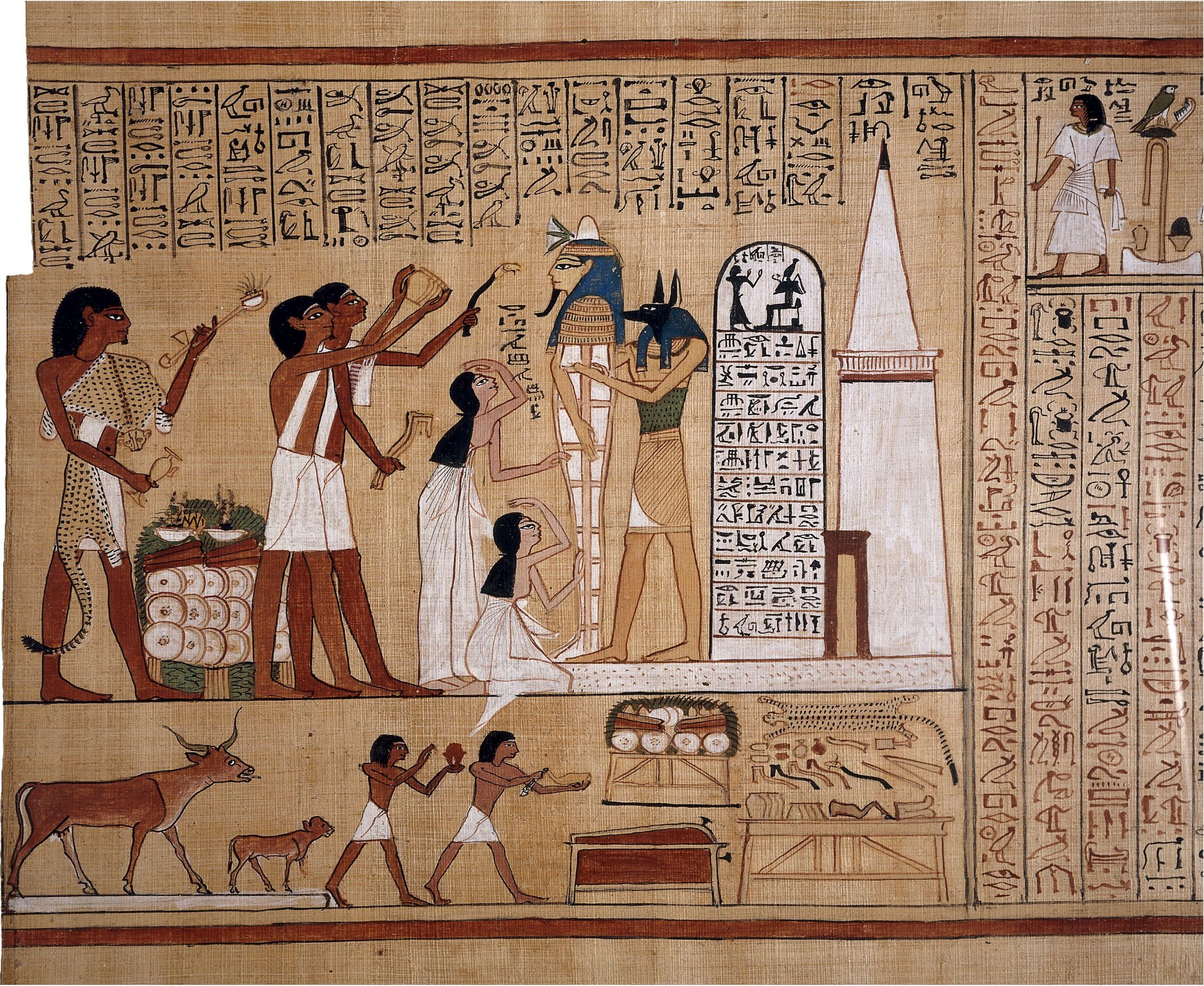
La momia de Hunefer, sujetada por un sacerdote de Anubis, recibe el ritual de la apertura de la boca y los ojos practicada por varios sacerdotes.

El Papiro de Hunefer es una de las versiones más conocidas del Libro de los Muertos que fue escrito durante la Dinastía XIX de Egipto aproximadamente entre 1310 y 1275 a. C. y que ahora se conserva en el British Museum de Londres con el código de inventario EA 9901. Originalmente medía 5,50 m de largo por 39 cm de ancho, pero actualmente está dividido en ocho piezas por necesidades de conservación.
Junto con el Papiro de Ani, destacan por ser los clásicos ejemplos del Libro de los Muertos, con viñetas muy ilustrativas del mismo. Son notables y muy aclaratorias las correspondientes al capítulo 125 
del Libro de los Muertos donde se representa la Psicostasis presidida por Osiris y la ceremonia de la Apertura de la boca y los ojos.

## Historia
Este papiro del Libro de los Muertos se confeccionó expresamente para Hunefer, que fue "Escriba real al oeste de Tebas", "Escriba de las ofrendas divinas", "Supervisor del ganado real" y mayordomo del rey Seti I. Estos títulos indican que Hunefer ocupó un lugar importante en la administración del Estado y fue probablemente miembro de la corte real. Su esposa Nasha fue sacerdotisa de Amón en Tebas. Aunque su tumba no se ha localizado, es probable que hubiera sido enterrado en Menfis.

## Estatuilla contenedora
El único elemento conocido del ajuar funerario de Hunefer es una estatuilla de madera policromada con el nombre de la persona fallecida y representa al dios Osiris - Sokar. En los funerales, el papiro sería enrollado y colocado en un compartimento secreto construido para tal fin en la parte de atrás de la estatua, y luego depositado en la tumba, probablemente en Luxor (o Menfis, según otros estudiosos). 
La estatuilla fue descubierta por saqueadores de tumbas a mediados del siglo XIX y luego comprada por el francés Antoine Clot (1793-1868), un médico empleado por el gobierno egipcio de esa época. En 1852, este coleccionista cedió el papiro al Museo Británico en donde fue cortado en ocho piezas, que se colocaron bajo un cristal para su protección.